# Matei Millo
Matei Millo (Stolniceni-Prăjescu, 1814-Bucarest, 1896) fue un actor de teatro y dramaturgo rumano.

## Biografía
Nacido el 25 de noviembre de 1814 en Stolniceni-Prăjescu, se escapó de la escuela y, con toda la oposición de la familia, marchó a París, donde estudió arte dramático. A su regreso su país natal, obtuvo la dirección del teatro de Iași. Luego se trasladó a Muntenia y actuó en diferentes escenarios, especialmente en el del Teatro Nacional de Bucarest, donde estuvo hasta 1888, cuando se jubiló. Falleció en Bucarest al parecer el 9 de septiembre de 1896.
Actor muy prolífico, que contribuyó al éxito de las comedias de Vasile Alecsandri, en las que desempeñó todos los papeles principales. También fue un escritor dramático, con obras como Nicsorescu vodevil, Tuzu cerşetoru vodevil, Baba Hărca opereta, Apele de la Vacăreşti revista, Prápăstiile Bucuresciului, Spoelele Bucuresciului, vodevil, Paraponisitul pus în slujbă y Chiriţa la expoziția din Viena.